# Inga praegnans
Inga praegnans é uma espécie vegetal da família Fabaceae.
Apenas pode ser encontrada no Brasil.